# 父与女
《父與女》（英語：Father and Daughter）是一部荷兰动画短片，短片的导演和编剧是迈克尔·度德威特。该片的获得包括安锡、奥斯卡最佳动画短片奖等20项奖项，被认为迈克尔·度德威特最成功的作品。
动画以简洁的画风，讲述了女儿对父亲的怀念。

## 劇情
父親與年幼的女兒相伴，騎著腳踏車來到湖邊，父親親吻了女兒，不捨地上了一艘小船，獨自往無邊際湖心划去。女兒在湖邊守候，至日落都等不到父親回來，只好回家。之後日復一日、年復一年，不管刮風、下雨、積雪，日漸長大的女兒，每當經過湖邊都會停下查看。女兒有了同儕朋友，人生伴侶，生兒育女，都會來到湖邊停留，年紀漸長，湖水漸漸乾涸。直到有一天，年邁的她重回乾涸長滿草的湖邊，放下了老舊的腳踏車，穿過跟她一般過的草叢，走到擱在沙土上的小船躺下。時間過去，女兒在夕陽中驚醒，四週的草不再茂密高大，她彷彿發現了件很重要的事，往前奔去，隨著步伐她變回年青的模樣，投入她思念的父親懷裡。
可以不難看出故事中的各種隱喻，小船是離開人世的載具，腳踏車是人的健康與身體，無邊際的湖是思憶。壯年父親放下了好的腳踏車在湖邊划船離去，女兒在長大前腳踏車一直留在湖邊，陪伴時常到湖邊的她，年邁時的女兒，放下自己老舊的腳踏車，穿越草叢躺在小船上，故事中的人物除了到湖邊，都是騎著或牽著腳踏車，皆是死別、軀體與回憶的描寫。
另外還有一個特別的安排，父親離開後，女兒每次經過湖堤，都會遇到另一位女性騎車或牽車通過，彼此都會按鈴呼應，年幼的她遇到年邁途人，年紀日長的她相遇的途人卻一個比一個年青，這有如她與另一個時期的她相遇，又同時訴說著人生雖有偶然，但也有不變的規律。

## 音樂
片中使用的背景音樂改編自羅馬尼亞音樂家伊凡諾維奇的圓舞曲「多瑙河的漣漪」。